# 中区域
中区域（チュンくいき）は、朝鮮民主主義人民共和国平壌市にある行政区域の一つ。金日成広場や平壌駅が所在する平壌の都心部であり、党・政府機関や各種の文教施設、外国人宿泊施設が集まっている。また、この一帯は平壌の旧市街にあたり、万寿台や大同門など歴史的景勝地や史跡も残る。

## 地理
大同江が東から西へ向きを変える地点の右岸にある。北から南に牡丹峰区域・普通江区域・平川区域と境を接する。大同江の対岸は大同江区域・東大院区域・船橋区域である。
区域の北部には金日成広場、南部には平壌駅がある。

## 行政区域
22洞を管轄する。
- 敬臨洞（キョンニムドン）
- 慶上洞（キョンサンドン）
- 橋口洞（キョグドン）
- 大同門洞（テドンムンドン）
- 東城洞（トンソンドン）
- 東岸洞（トンアンドン）
- 東興洞（トンフンドン）
- 蓮花一洞（リョナイルトン）
- 蓮花二洞（リョナイドン）
- 柳城洞（リュソンドン）
- 万寿洞（マンスドン）
- 普通門洞（ポトンムンドン）
- 西門洞（ソムンドン）
- 西蒼洞（ソチャンドン）
- 駅前洞（ヨクチョンドン）
- 烏灘洞（オタンドン）
- 外城洞（ウェソンドン）
- 鐘路洞（チョンノドン）
- 中城洞（チュンソンドン）
- 蒼光洞（チャングァンドン）
- 解放山洞（ヘバンサンドン）
- 瓊楼洞（キョンルドン）[2]

## 歴史
この節の出典
- 1946年9月 - 平安南道平壌市が平壌直轄市に昇格するとともに、中区を設置。中区に以下の里がある。(28里)
  - 駅前里・橋口里・柳城里・烏灘里・外城里・蓮花里・東興里・西城一里・西城二里・西城三里・西城四里・西城五里・新陽里・新岩里・中城里・敬臨里・南門里・西門里・鐘路里・倉田里・沙倉里・薛需里・営門里・慶上里・綾羅里・羊角里・井平里・平川里
- 1948年7月 (22里)
  - 橋口里・柳城里・烏灘里・蓮花里・駅前里・東興里・羊角里・平川里・井平里・外城里が中区から分離され、南区となる。
  - 西区大駝嶺一里・大駝嶺二里・大駝嶺三里を編入。
  - 慶上里の一部が分立し、文殊里が発足。
- 1952年12月 - 郡面里統廃合により、中区が中区域に改称。(22里)
- 1955年2月 - 都市部の里を洞に改編。(27洞)
  - 新岩里・西城二里の各一部が合併し、蒼光洞が発足。
  - 西城一里・西城四里の各一部が合併し、普通門洞が発足。
  - 西城一里の残部・西城四里の残部・西城五里の一部が合併し、西城洞が発足。
  - 新岩里の一部・西城二里の残部が合併し、西蒼洞が発足。
  - 西城五里が東城洞に改称。
  - 大駝嶺一里が分割され、弥勒洞・窟院洞・赤窟洞・西将洞が発足。
  - 大駝嶺二里が分割され、大駝嶺洞・普通江洞・石岩洞が発足。
  - 大駝嶺三里が分割され、書斎洞・鳳岫洞・宮ゴル洞が発足。
  - 薛需里が鐘路洞・営門洞・倉田洞に分割編入。
  - 綾羅里・文殊里が慶上洞に編入。
  - 西城三里が南区域井平里の一部と合併し、南区域北城洞となる。
  - 南区域堂上一里の一部が分立し、新西洞が発足。
- 1957年 - 蒼光洞の一部が分立し、解放山洞が発足。(28洞)
- 1959年9月 (25洞)
  - 鳳岫洞・宮ゴル洞が新設の万景台区域に編入。
  - 沙倉洞が慶上洞に編入。
- 1960年10月 (12洞)
  - 弥勒洞の一部が西城区域下堂洞の一部と合併し、西城区域南橋洞となる。
  - 大駝嶺洞・普通江洞・西将洞・石岩洞・書斎洞・赤窟洞・弥勒洞・窟院洞が新設の普通江区域に編入。
  - 西蒼洞・東城洞・蒼光洞・新西洞・西城洞が外城区域に編入。
  - 営門洞が万寿洞に改称。
- 1965年 - 慶上洞・敬臨洞の各一部が合併し、大同門洞が発足。(13洞)
- 1972年 - 倉田洞が万寿洞に編入。(12洞)
- 1979年12月 (24洞)
  - 外城区域柳城洞・東興洞・西蒼洞・蒼光洞・東城洞・橋口洞・西城洞・外城洞・蓮花一洞・蓮花二洞・駅前洞・東岸洞・烏灘洞を編入。
  - 南門洞が中城洞に編入。
- 1981年 - 新陽洞・新岩洞・西城洞の地域が蒼光洞・普通門洞・西門洞に分割編入。(21洞)
- 1995年 - 橋口洞の一部が東岸洞に編入。(21洞)
- 2021年 - 瓊楼洞が発足[2]。（22洞）

### 外城区域
- 1948年7月 - 平壌市中区橋口里・柳城里・烏灘里・蓮花里・駅前里・東興里・羊角里・平川里・井平里・外城里、西区堂上一里・堂上二里、平安南道大同郡古平面の一部区域をもって、南区を設置。 (15里)
- 1952年12月 - 郡面里統廃合により、南区が南区域に改称。(13里)
  - 上端里・下端里が中端里に編入。
- 1955年2月 - 都市部の里を洞に改編。(15洞1里)
  - 羊角里が柳城洞に編入。
  - 井平里・平川里の各一部が合併し、鳳池洞が発足。
  - 堂上二里の一部が分割され、船内洞・堂上洞が発足。
  - 堂上一里の一部・堂上二里の残部が合併し、運河洞が発足。
  - 井平里の一部が中区域西城三里と合併し、北城洞が発足。
  - 堂上一里の残部が分割され、土城洞・新西洞が発足。
  - 新西洞が中区域に編入。
- 1957年 - 鳳池洞の一部が分立し、干城洞が発足。(16洞1里)
- 1959年9月 - 南区域が外城区域に改称。(14洞1里)
  - 堂上洞・船内洞が新設の万景台区域に編入。
- 1960年10月 (12洞)
  - 土城洞・北城洞・干城洞・鳳池洞・平川洞・井平洞が新設の平川区域に編入。
  - 運河洞が新設の普通江区域に編入。
  - 中端里が楽浪区域に編入。
  - 中区域西蒼洞・東城洞・蒼光洞・新西洞・西城洞を編入。
- 1967年 (14洞)
  - 蓮花洞が分割され、蓮花一洞・蓮花二洞が発足。
  - 橋口洞・駅前洞の各一部が合併し、東岸洞が発足。
- 1972年 - 新西洞が西城洞・東城洞に分割編入。(13洞)
- 1979年12月 - 外城区域廃止。
  - 柳城洞・東興洞・西蒼洞・蒼光洞・東城洞・橋口洞・西城洞・外城洞・蓮花一洞・蓮花二洞・駅前洞・東岸洞・烏灘洞が中区域に編入。

## 施設
- 万寿台（最高人民会議の議事堂である万寿台議事堂の所在地）
- 金日成広場
- 朝鮮労働党中央党本庁舎
- 党創建事績館（朝鮮語版）
- 金策工業総合大学
- 人民大学習堂
- 万寿台芸術劇場
- 人民文化宮殿
- 平壌学生少年宮殿
- 労働新聞社
- 平壌第一百貨店
- 玉流橋
- 玉流館
- 綾羅島
  - 綾羅橋
  - 綾羅遊園地
  - 綾羅島5月1日競技場
- 大同橋
- 大同門、練光亭
- 蒼光院
- 清流館
- 滑冰館
- 平壌高麗ホテル
- 大同江ホテル
- 平壌ホテル
- 羊角島
  - 羊角島国際ホテル
- SEKスタジオ（朝鮮4・26児童映画撮影所）
- ロシア大使館

## 交通
- 鉄道省
  - 平南線・平義線・平釜線：平壌駅
- 平壌地下鉄
  - 千里馬線：栄光駅 － 烽火駅 － 勝利駅 － 牡丹峰駅